# Stiboges calycoides
Stiboges calycoides är en fjärilsart som beskrevs av Hans Fruhstorfer 1897. Stiboges calycoides ingår i släktet Stiboges och familjen Riodinidae. Inga underarter finns listade i Catalogue of Life.